# Eurocopter MH-65 Dolphin
Eurocopter MH-65 Dolphin er en tomotoret helikopter, som bruges af United States Coast Guard (USCG) til sygetransporter og eftersøgning og redning (SAR) og til bevæbnede missioner. Den er en variant af den franskbyggede Eurocopter AS365 Dauphin.